# Chuyện tình mùa thu
Chuyện tình mùa thu là một bộ phim truyền hình được thực hiện bởi Công ty Sóng Vàng do Trương Dũng làm đạo diễn. Phim được chuyển thể từ tiểu thuyết "Mùa thu hoa tím" của Hoàng Thu Dung. Phim phát sóng vào lúc 20h45 từ thứ 5 đến Chủ Nhật hàng tuần bắt đầu từ ngày 27 tháng 5 năm 2010 và kết thúc vào ngày 24 tháng 6 năm 2010 trên kênh HTV7.

## Nội dung
Chuyện tình mùa thu là câu chuyện về chàng "hoàng tử" Thiếu Giang (Khương Ngọc) và nàng "lọ lem" Thiên Hương (Thanh Trúc). Hai người lớn lên trong hai hoàn cảnh khác nhau. Ban đầu, họ đến với nhau không phải vì tình yêu mà do mai mối, nên luôn tìm cách đối chọi nhau. Thế nhưng, Thiên Hương đã nhận ra bên trong con người khô khan, kiêu ngạo của Giang là vẻ lịch lãm và đầy tình cảm. Họ dần dần phải lòng nhau, tình cảm lãng mạn, vượt lên tính toán vật chất của những người lớn. Tuy nhiên, cuộc tình đẹp như mơ bỗng chốc tan tành khi gia đình Giang gặp chuyện, anh phải vào tù...

## Diễn viên
- Khương Ngọc trong vai Thiếu Giang[7]
- Thanh Trúc trong vai Thiên Hương[8]
- NSND Kim Xuân trong vai Bà Ngọc
- Trọng Nhân trong vai Ninh
- NSƯT Công Ninh trong vai Ông Phước Đà Lạt
- Huỳnh Anh Tuấn trong vai Ông Quý
- Kim Phượng trong vai Tuyết
- Diệu Đức trong vai Bà An
- Mã Trung trong vai Ông An
- Quốc Hùng trong vai Ông Hoàng
- Hải Lý trong vai Bà Hân
- Huy Cường trong vai Bình
- Lục Diệp trong vai Hoa
- Lập Xuân trong vai Vy
- Trấn Thành trong vai Bảo
- Lộc Uyển trong vai Diễm
- Quách Hữu Lộc trong vai Thiện

Cùng một số diễn viên khác....

## Ca khúc trong phim
Bài hát trong phim là ca khúc "Tình đã bay xa" do Trọng Nhân sáng tác và Nguyên Vũ thể hiện.

## Giải thưởng
| Năm  | Giải thưởng   | Hạng mục                  | (Người) đề cử | Kết quả | Tham khảo    |
| ---- | ------------- | ------------------------- | ------------- | ------- | ------------ |
| 2010 | Giải Mai Vàng | Nam diễn viên truyền hình | Trọng Nhân    | Đề cử   | [ 9 ] [ 10 ] |
| 2010 | Giải Mai Vàng | Phim truyền hình          | —             | Đề cử   | [ 9 ] [ 10 ] |